# Dietrich VI. von Limburg-Broich
Dietrich VI. von Limburg-Broich († 1478) war deutscher Adliger. Durch Abstammung und Erbe war er Graf von Limburg.

## Abstammung
Graf Dietrich VI. von Limburg-Broich kam als Sohn des Grafen Dietrich V. von Limburg-Broich (* 1387; † 16. Januar 1444) und dessen Ehefrau Henrika von Wisch († 1459) zur Welt.

## Leben
Nach dem Tod des Großvaters Graf Wilhelm I. von Limburg-Broich im Februar 1459 erhob Dietrich VI. zusammen mit seinen Brüdern Heinrich und Wilhelm II. gegen Graf Gumprecht II. von Neuenahr Anspruch auf die Grafschaft Limburg, worauf es am 25. Juni 1459 auch zu dessen Belehnung durch Herzog Gerhard von Jülich-Berg kam. Da Gumprecht diese jedoch nicht anerkannte kam es zur gewaltsamen Belagerung und Eroberung des Schlosses Hohenlimburg durch Truppen der drei Brüder. Weitere kriegerische Auseinandersetzungen konnten erst durch ein Schiedsspruch, an dem der Kölner Erzbischof Dietrich II. von Moers mitgewirkt hatte, im Jahr 1460 beigelegt werden. Er bestimmte, dass die Grafschaft künftig als Kondominium von allen Beteiligten regiert und Burgfrieden geschlossen werden sollte.